# Piotr Crisper
Piotr Crisper (XIV-XV w.) – duchowny katolicki, biskup serecki.
W młodości wstąpił do zakonu dominikanów. 30 kwietnia 1438 r. został prekonizowany przez papieża Eugeniusza IV biskupem sereckim.